# Tschepelare
Tschepelare (bulgarisch Чепеларе, engl. Transkription Chepelare) ist eine Stadt und Wintersportort im Rhodopen-Gebirge in Südbulgarien. Die Stadt liegt in der Provinz Smoljan und ist Zentrum der gleichnamigen Gemeinde Tschepelare.

## Lage
Tschepelare liegt im zentralen Tschernatisch-Bergmassiv des Rhodopen-Gebirges, am Fuße des 1873 m hohen Berges Metschi tschal in einem Talkessel. Durch das Tal fließt der Fluss Tschaja.

## Geschichte
Bereits in der Antike war die Region von den Thrakern besiedelt. Archäologische Ausgrabungen lassen darauf schließen, dass das Gebiet um Tschepelare bereits im 2. Jahrtausend v. Chr. besiedelt war. Nach dessen Unterwerfung durch das Römische Reich wurde die Balkanhalbinsel romanisiert und ein Verkehrsnetz errichtet. Zwei der wichtigsten Römerstraßen waren die Via Egnatia und die Via Militaris, welche über mehrere Querverbindungen verfügten, von denen eine dem Verlauf des Flusses Tschaja folgte und das antike Philipopolis mit Philippi an der Ägäis verband. Bei Ausgrabungen in Tschepelare wurden eine Statio und römische Bäder lokalisiert.
Im 7. Jahrhundert n. Chr. folgte die Landnahme der Slawen auf dem Balkan und der slawischen Stamm der Smoljanen ließ sich in der Gegend nieder. Im Mittelalter war die Region zwischen dem Bulgarischen Reich und den Nachfolgern des Ost-römischen Reiches, Byzanz strittig. Auch lokale Fürsten konnten sich über längere Zeit behaupten.
Im 14. Jahrhundert wurde die Tschepelare mit der restlichen Region der Rhodopen vom bulgarischen Fürst Momtschil Wojwoda beherrscht, bevor das Osmanische Reich das Land unterwarf. Durch archäologische Funde konnte man feststellen, dass ein Großteil der Siedlungen in dieser Zeit verlassen oder zerstört wurden. Innerhalb der Stadt wurden bulgarische christliche Gräber aus dem 12.–14. Jh. freigelegt. Die Region wurde während der folgenden osmanischen Herrschaft in mehreren Wellen islamisiert, die letzte davon fand 1657 statt.
Im Zuge des „Russisch-Türkischen Befreiungskriegs“ von 1877/78 wurde Tschepelare am 18. Januar 1878 von Soldaten aus dem Kaukasus und Kasachstan unter General Tscherevin befreit. Mit dem Frieden von San Stefano endete auch formal die osmanisch-türkische Herrschaft über die heutige Stadt. Im gleichen Jahr zog der Petko Wojwoda mit seiner Freischar in Tschepelare ein, um die Bevölkerung vor den Meuterern der Anhänger von Saint Clair, einem osmanischen Offiziers zu schützen. Nach dem Berliner Kongress wurde Tschepelare jedoch erneut Teil des Osmanischen Reiches und in die autonome Provinz Ostrumelien eingegliedert. Tschepelare wurde ein Grenzort. Hier verweilten auf ihrem Weg in die noch nicht befreiten Gebiete des Vaterlandes sehr oft die Kämpfer aus der Schar des Woiwoden Pescho Schischmanov.
Im Januar 1885 gründete sich in Tschepelare ein lokales, revolutionäres Komitee der BGRZK, welche die Vereinigung der osmanischen Provinz mit dem Rest Bulgariens zum Ziel hatte und im September des gleichen Jahres durchführte. Nach der Vereinigung Ostrumeliens mit dem Fürstentum Bulgarien 1885 wurde im Süden die Grenze zum Osmanischen Reich gezogen. Damit gingen die Winterweideplätze am Ägäischen Meer für tausende von Schafen verloren. In der Folge schlachteten die Bauern von Tschepelare einen Großteil ihrer Herden und holzten ringsum weite Teile der Wälder ab, um Weideplätze für die restlichen Schafe zu schaffen. Zwischen 1879 und 1886 wurden in der Umgebung von Tschepelare auf diese Weise 30.000 ha Nadelwald vernichtet. Andererseits schaffte es neue Arbeitsplätze in der Holzgewinnung und Holzbearbeitung. Das Holz wurde auf dem Fluss nach Stanimaka (heute Assenowgrad) transportiert.
Im Zeitraum von 1879 bis 1895 verließen 30 Pomaken-Familien mit 145 Angehörigen Tschelare und ließen sich in Ostthrakien nieder. 1880 wurde in der Stadt eine Poststation eröffnet und diese an das Telegraphen-Netz angeschlossen. Nach der Volkszählung von 1910 lebten in Tschepelare 625 Pomaken.
1922 wurde hier eines der ersten bulgarischen Wasserkraftwerke in Betrieb genommen. Tschepelare wurde zur ersten elektrisierten Stadt in den Rhodopen. Nach und nach entwickelte sich Tschepelare besonders in den 30er Jahren des 20. Jh. zum Luftkurort. 1934 wurde der erste alpine Verein „Studenez“ (bulg. Студенец) und 1950 der erste Höhlenverein gegründet.
Die Stadt ist Namensgeber für den Chepelare Peak, einen Berg auf der Livingston-Insel in der Antarktis.

## Wirtschaft, Verkehr und Tourismus
In Tschepelare befindet sich der einzige bulgarische Hersteller für Ski- und Snowboard-Geräte und Ausrüstung, der 1981 als Produktionsstätte für die österreichischen Firma Atomic aufgebaut worden war.
Da Tschepelare nicht an das bulgarische Eisenbahnsystem angeschlossen ist, existiert hier nur Busverkehr. Der Busbahnhof liegt am linken Flussufer. Regelmäßige Linienbusverbindungen bestehen nach Plowdiw, Assenowgrad, Sofia, Smoljan, Pamporowo, Schiroka Laka und in andere kleinere Orte der Region.
In unmittelbarer Nähe der Stadt befinden sich die Skipisten von Metschi Tschal. Im Zeitraum von 2007 bis 2009 erfolgten großangelegten Investitionen. So liegt heute die untere Station des Doppelsessellifts an der Fernverkehrsstraße nach Smoljan und Pamporowo. Seine Länge beträgt 2471 m. Die Gesamtlänge der Piste beträgt 8400 Metern.

## Kultur und Sehenswürdigkeiten
In der Stadt befindet sich das Museum für Höhlenkunde und bulgarischen Karst. Es ist das einzige Museum dieser Art nicht nur im Land, sondern auf der Balkanhalbinsel und in Europa. Weitere Sehenswürdigkeiten sind:
- die Atanas-Kirche (Sw. Atanas)
- die Marien-Kirche (Sw. Bogorodiza)
- das Tschitalischte Rodopska Iskra

Tschepelare ist Ausgangspunkt von mehreren Wanderwegen im Gebirge, das mit dem Namen des Sängers Orpheus eng verbunden ist. In der Nähe von Tschepelare befindet sich die Felsformation Tschudnite Mostowe, eines der 100 nationalen touristischen Objekte in Bulgarien. Weitere Sehenswürdigkeiten in der Nähe sind der Berg Metschi Tschal und das Roschen-Observatorium.

## Söhne und Töchter der Stadt
- Mehmed Kjorhodscha, osmanischer Verwalter
- Kara Ibrahim (1763–1845), osmanischer Başı Bozuk und Verwalter
- Anton Detschew (1876–1939), Revolutionär und Funktionär der BMARK
- Wassil Detschow (1866–1941), Historiker und Ethnograf
- Marija Manolowa (* 1963), Biathletin
- Slawtscho Batinkow (* 1969), Skilangläufer
- Ekaterina Dafowska (* 1975), Biathletin und Olympiasiegerin